# Paris 1900
Paris 1900 je francouzský dokumentární film, který v roce 1946 natočila režisérka Nicole Vedrès. Snímek měl světovou premiéru na Filmovém festivalu v Cannes v roce 1947.

## Děj
Dokument sleduje život v Paříži mezi lety 1900 a 1914. Ve filmu byly použity skutečné dobové dokumenty a ukázky z více než sedmi set týdeníků, reportáží, ale i soukromých snímků. Kritici ocenili úpravu a text, který obrázky doprovází.

## Ocenění
- Cena Louise Delluca
- Filmový festival v Cannes: oficiální výběr do soutěže